# Walter K. Wilson Jr.

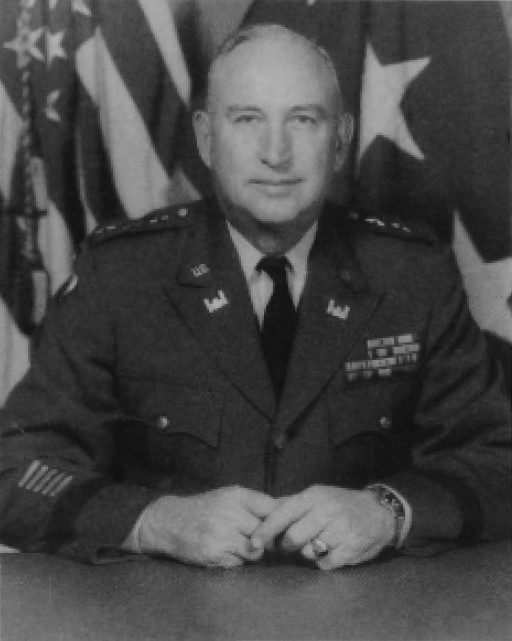
Walter K. Wilson Jr.

Walter King Wilson Jr. (* 26. August 1906 in Fort Barrancas, Escambia County, Florida; † 6. Dezember 1985 in Mobile, Mobile County, Alabama) war ein Generalleutnant der United States Army. Er war unter anderem Kommandeur des United States Army Corps of Engineers.
Walter Wilson war ein Sohn von Walter K. Wilson, Sr., (1888–1954) und dessen Frau Evangeline Taylor. Der Vater war während des Zweiten Weltkriegs Artillerieoffizier und Generalmajor der Armee. In den Jahren 1925 bis 1929 durchlief der jüngere Wilson die United States Military Academy in West Point. Nach seiner Graduation wurde er als Leutnant den Pionieren (Corps of Engineers) zugeteilt. In der Armee durchlief er anschließend alle Offiziersränge vom Leutnant bis zum Drei-Sterne-General.
Im Lauf seiner militärischen Karriere absolvierte Walter Wilson verschiedene Kurse und Schulungen. Dazu gehörten unter anderem ein Studium an der University of California in Berkeley (1932–1933), die United States Army Engineer School (1933–1934) sowie das Command and General Staff College. Im Sommer 1943 schloss er zudem das damalige Army-Navy Staff College ab.
In seinen jüngeren Jahren absolvierte er den für Offiziere in den niederen Rangstufen üblichen Dienst in verschiedenen Einheiten und Standorten. Als Engineer gehörten der Hochwasserschutz, der Ausbau von Hafenanlagen und deren militärische Verteidigung, Flussregulierungen sowie der Bau von Schleusen und Stauwerken zu seinem Aufgabenbereich. Außerdem verbrachte er in seinen jüngeren Jahren viel Zeit an den oben aufgeführten Bildungseinrichtungen. Zwischenzeitlich war er auch als Dozent an der Militärakademie in West Point tätig.
Während des Zweiten Weltkriegs war Wilson in verschiedenen Regionen eingesetzt. Zunächst gehörte er von August bis Oktober 1942 dem Amphibious Corps bei der Atlantic Fleet an. Danach war er bis Dezember 1942 Stabsoffizier beim Engineer Replacement Training Center in Fort Belvoir in Virginia. Anschließend hatte er bis Sommer 1943 das Kommando über das 79th Engineer Regiment bzw. eine Engineer Combat Group inne. Von Juni bis September 1943 absolvierte er, wie bereits oben angeführt, das Army-Navy Staff College. Danach wurde er auf den Kriegsschauplatz im Südosten Asiens versetzt, wo er zwischen Oktober 1943 und August 1945 stellvertretender Kommandeur der Pioniereinheiten (Engineers) für das South East Asia Command war. Anschließend fungierte er als Kommandeur einiger Basen auf dem Kriegsschauplatz China-Burma-Indien (Commanding General Base Sections, India-Burma Theater of Operations).
Nach dem Krieg leitete Walter Wilson hintereinander verschiedene Engineer-Bezirke. Dazu gehörten die Bezirke um Saint Paul in Minnesota (1946–1949), Mobile in Alabama (ab 1949) und der Südatlantik-Mittelmeerbezirk (1953–1955). Danach erhielt er 1955 das Kommando über die 18th Engineer Brigade. Zwischen 1956 und 1960 bekleidete er das Amt des Deputy Chief of Engineers for Construction, eine hohe Stabsoffiziersstelle im Hauptquartier des Corps of Engineers. Es folgte in den Jahren 1960 und 1961 das Kommando über das Army Engineer Center und Fort Belvoir sowie über die Army Engineer School. Am 19. Mai 1961 übernahm Wilson als Nachfolger von Emerson C. Itschner das Kommando über das gesamte Corps of Engineers. Nachdem er dieses Kommando am 30. Juni 1965 an William F. Cassidy übergeben hatte, ging er in den Ruhestand.
Walter Wilson starb am 6. Dezember 1985 in Mobile (Alabama) und wurde mit militärischen Ehren auf dem amerikanischen Nationalfriedhof Arlington im Grab bei seinen Eltern und seiner Frau Jeanne Herman beigesetzt.

## Daten der Beförderungen
| Abzeichen | Rang               | Jahr            |
| --------- | ------------------ | --------------- |
|           | Second Lieutenant  | 13. Juni 1929   |
|           | First Lieutenant   | 1. Oktober 1934 |
|           | Captain            | 13. Juni 1939   |
|           | Major              | 19. Juni 1946   |
|           | Lieutenant Colonel | 15. Juli 1948   |
|           | Colonel            | 17. April 1952  |
|           | Brigadier General  | 2. April 1957   |
|           | Major General      | 22. Juni 1959   |
|           | Lieutenant General | 19. Mai 1961    |

Diese Daten beziehen sich auf seinen regulären Rang in der U.S. Army. Zwischenzeitliche befristete Beförderungen vor allem während des Zweiten Weltkriegs sind hierbei nicht berücksichtigt.

## Orden und Auszeichnungen
Walter Wilson erhielt im Lauf seiner militärischen Laufbahn unter anderem folgende Auszeichnungen:
- Army Distinguished Service Medal
- Legion of Merit
- Soldier’s Medal
- Army Commendation Medal
- American Defense Service Medal
- American Campaign Medal
- Asiatic-Pacific Campaign Medal
- European-African-Middle Eastern Campaign Medal
- World War II Victory Medal
- National Defense Service Medal
- Orden der Ehrenlegion (Frankreich)